# Мар'ян Врубель
Ма́р'ян Вру́бель (пол. Marian Wróbel, 1 січня 1907, Львів — 25 квітня 1960, Варшава) – польський майстер шахової композиції зі світовим ім'ям, шаховий журналіст і педагог.

## Біографічна довідка
Народився у Львові 1 січня 1907 року. Закінчив магістратуру Варшавського університету за спеціальністю польська філологія, готувався стати викладачем, однак хвороба хребта змусила відмовитися від задуму. Натомість, швидко здобув славу видатного шахового композитора. Вважається вихованцем знаменитого шахіста та проблеміста Давида Пшепюрки (1880—1940), першого шахового чемпіона Польщі, олімпійського чемпіона 1930 року.
В роки нацистської окупації дав прихисток своєму вчителеві, попри ризик викликаний юдейським походженням останнього. Був заарештований в групі 40 шахістів, але звільнений на відміну від Давида Пшепьорки та інших, що стали жертвами страт у Палмірах.
Одружився зі своєю коліжанкою за Варшавським університетом, Стефанією Кніспель (родом з Білої Церкви), що відома як знавчиня бібліотечної справи та історії польської літератури.
Після війни поновив активну шахову творчість, був популяризатором шахів, видавав книжки та працював у Польській шаховій федерації.
Помер у Варшаві 25 квітня 1960.

## Шахова кар'єра
В п'ятирічному віці навчився гри в шахи і швидко проявив інтерес до шахової композиції. Вже в 15 років дебютував у пресі з першими задачами.
18-річний Маріян згадується серед учасників чемпіонату Львова з шахів, що збирав потужних майстрів, як-от: Калікст Моравський, Ігнацій фон Попель, Маріян Войцик, Генрік Фрідман. Але успіх йому принесла саме шахова композиція.
1928 року Міжнародна федерація шахової композиції віддала йому IV місце серед проблемістів світу. Найчастіше працював з дво- та триходовими задачами. Маріян публікував свої твори в провідних виданнях та отримував за найкращі з них нагороди в різних куточках світу. Згадується, що з понад 1000 його робіт — 430 отримали відзнаки і 161 принесла йому призи (в тому числі 88 перших призів).
З відродженням шахового життя в післявоєнні роки Маріянові вдається перемогти на двох офіційних світових першостях з шахової композиції (1947, 1949), двічі здобути срібло (1948, 1951) та в 1950 — бронзу. Багаторазовий переможець національної першості з композиції.

### Приклад творчості
|   | a | b | c | d | e | f | g | h |   |
| 8 | a8 біла тура · a7 чорний слон · a6 білий слон · a4 чорний король · b4 білий пішак · d3 білий кінь · e3 чорний пішак · a2 білий король · e2 білий пішак | a8 біла тура · a7 чорний слон · a6 білий слон · a4 чорний король · b4 білий пішак · d3 білий кінь · e3 чорний пішак · a2 білий король · e2 білий пішак | a8 біла тура · a7 чорний слон · a6 білий слон · a4 чорний король · b4 білий пішак · d3 білий кінь · e3 чорний пішак · a2 білий король · e2 білий пішак | a8 біла тура · a7 чорний слон · a6 білий слон · a4 чорний король · b4 білий пішак · d3 білий кінь · e3 чорний пішак · a2 білий король · e2 білий пішак | a8 біла тура · a7 чорний слон · a6 білий слон · a4 чорний король · b4 білий пішак · d3 білий кінь · e3 чорний пішак · a2 білий король · e2 білий пішак | a8 біла тура · a7 чорний слон · a6 білий слон · a4 чорний король · b4 білий пішак · d3 білий кінь · e3 чорний пішак · a2 білий король · e2 білий пішак | a8 біла тура · a7 чорний слон · a6 білий слон · a4 чорний король · b4 білий пішак · d3 білий кінь · e3 чорний пішак · a2 білий король · e2 білий пішак | a8 біла тура · a7 чорний слон · a6 білий слон · a4 чорний король · b4 білий пішак · d3 білий кінь · e3 чорний пішак · a2 білий король · e2 білий пішак | 8 |
| 7 | a8 біла тура · a7 чорний слон · a6 білий слон · a4 чорний король · b4 білий пішак · d3 білий кінь · e3 чорний пішак · a2 білий король · e2 білий пішак | a8 біла тура · a7 чорний слон · a6 білий слон · a4 чорний король · b4 білий пішак · d3 білий кінь · e3 чорний пішак · a2 білий король · e2 білий пішак | a8 біла тура · a7 чорний слон · a6 білий слон · a4 чорний король · b4 білий пішак · d3 білий кінь · e3 чорний пішак · a2 білий король · e2 білий пішак | a8 біла тура · a7 чорний слон · a6 білий слон · a4 чорний король · b4 білий пішак · d3 білий кінь · e3 чорний пішак · a2 білий король · e2 білий пішак | a8 біла тура · a7 чорний слон · a6 білий слон · a4 чорний король · b4 білий пішак · d3 білий кінь · e3 чорний пішак · a2 білий король · e2 білий пішак | a8 біла тура · a7 чорний слон · a6 білий слон · a4 чорний король · b4 білий пішак · d3 білий кінь · e3 чорний пішак · a2 білий король · e2 білий пішак | a8 біла тура · a7 чорний слон · a6 білий слон · a4 чорний король · b4 білий пішак · d3 білий кінь · e3 чорний пішак · a2 білий король · e2 білий пішак | a8 біла тура · a7 чорний слон · a6 білий слон · a4 чорний король · b4 білий пішак · d3 білий кінь · e3 чорний пішак · a2 білий король · e2 білий пішак | 7 |
| 6 | a8 біла тура · a7 чорний слон · a6 білий слон · a4 чорний король · b4 білий пішак · d3 білий кінь · e3 чорний пішак · a2 білий король · e2 білий пішак | a8 біла тура · a7 чорний слон · a6 білий слон · a4 чорний король · b4 білий пішак · d3 білий кінь · e3 чорний пішак · a2 білий король · e2 білий пішак | a8 біла тура · a7 чорний слон · a6 білий слон · a4 чорний король · b4 білий пішак · d3 білий кінь · e3 чорний пішак · a2 білий король · e2 білий пішак | a8 біла тура · a7 чорний слон · a6 білий слон · a4 чорний король · b4 білий пішак · d3 білий кінь · e3 чорний пішак · a2 білий король · e2 білий пішак | a8 біла тура · a7 чорний слон · a6 білий слон · a4 чорний король · b4 білий пішак · d3 білий кінь · e3 чорний пішак · a2 білий король · e2 білий пішак | a8 біла тура · a7 чорний слон · a6 білий слон · a4 чорний король · b4 білий пішак · d3 білий кінь · e3 чорний пішак · a2 білий король · e2 білий пішак | a8 біла тура · a7 чорний слон · a6 білий слон · a4 чорний король · b4 білий пішак · d3 білий кінь · e3 чорний пішак · a2 білий король · e2 білий пішак | a8 біла тура · a7 чорний слон · a6 білий слон · a4 чорний король · b4 білий пішак · d3 білий кінь · e3 чорний пішак · a2 білий король · e2 білий пішак | 6 |
| 5 | a8 біла тура · a7 чорний слон · a6 білий слон · a4 чорний король · b4 білий пішак · d3 білий кінь · e3 чорний пішак · a2 білий король · e2 білий пішак | a8 біла тура · a7 чорний слон · a6 білий слон · a4 чорний король · b4 білий пішак · d3 білий кінь · e3 чорний пішак · a2 білий король · e2 білий пішак | a8 біла тура · a7 чорний слон · a6 білий слон · a4 чорний король · b4 білий пішак · d3 білий кінь · e3 чорний пішак · a2 білий король · e2 білий пішак | a8 біла тура · a7 чорний слон · a6 білий слон · a4 чорний король · b4 білий пішак · d3 білий кінь · e3 чорний пішак · a2 білий король · e2 білий пішак | a8 біла тура · a7 чорний слон · a6 білий слон · a4 чорний король · b4 білий пішак · d3 білий кінь · e3 чорний пішак · a2 білий король · e2 білий пішак | a8 біла тура · a7 чорний слон · a6 білий слон · a4 чорний король · b4 білий пішак · d3 білий кінь · e3 чорний пішак · a2 білий король · e2 білий пішак | a8 біла тура · a7 чорний слон · a6 білий слон · a4 чорний король · b4 білий пішак · d3 білий кінь · e3 чорний пішак · a2 білий король · e2 білий пішак | a8 біла тура · a7 чорний слон · a6 білий слон · a4 чорний король · b4 білий пішак · d3 білий кінь · e3 чорний пішак · a2 білий король · e2 білий пішак | 5 |
| 4 | a8 біла тура · a7 чорний слон · a6 білий слон · a4 чорний король · b4 білий пішак · d3 білий кінь · e3 чорний пішак · a2 білий король · e2 білий пішак | a8 біла тура · a7 чорний слон · a6 білий слон · a4 чорний король · b4 білий пішак · d3 білий кінь · e3 чорний пішак · a2 білий король · e2 білий пішак | a8 біла тура · a7 чорний слон · a6 білий слон · a4 чорний король · b4 білий пішак · d3 білий кінь · e3 чорний пішак · a2 білий король · e2 білий пішак | a8 біла тура · a7 чорний слон · a6 білий слон · a4 чорний король · b4 білий пішак · d3 білий кінь · e3 чорний пішак · a2 білий король · e2 білий пішак | a8 біла тура · a7 чорний слон · a6 білий слон · a4 чорний король · b4 білий пішак · d3 білий кінь · e3 чорний пішак · a2 білий король · e2 білий пішак | a8 біла тура · a7 чорний слон · a6 білий слон · a4 чорний король · b4 білий пішак · d3 білий кінь · e3 чорний пішак · a2 білий король · e2 білий пішак | a8 біла тура · a7 чорний слон · a6 білий слон · a4 чорний король · b4 білий пішак · d3 білий кінь · e3 чорний пішак · a2 білий король · e2 білий пішак | a8 біла тура · a7 чорний слон · a6 білий слон · a4 чорний король · b4 білий пішак · d3 білий кінь · e3 чорний пішак · a2 білий король · e2 білий пішак | 4 |
| 3 | a8 біла тура · a7 чорний слон · a6 білий слон · a4 чорний король · b4 білий пішак · d3 білий кінь · e3 чорний пішак · a2 білий король · e2 білий пішак | a8 біла тура · a7 чорний слон · a6 білий слон · a4 чорний король · b4 білий пішак · d3 білий кінь · e3 чорний пішак · a2 білий король · e2 білий пішак | a8 біла тура · a7 чорний слон · a6 білий слон · a4 чорний король · b4 білий пішак · d3 білий кінь · e3 чорний пішак · a2 білий король · e2 білий пішак | a8 біла тура · a7 чорний слон · a6 білий слон · a4 чорний король · b4 білий пішак · d3 білий кінь · e3 чорний пішак · a2 білий король · e2 білий пішак | a8 біла тура · a7 чорний слон · a6 білий слон · a4 чорний король · b4 білий пішак · d3 білий кінь · e3 чорний пішак · a2 білий король · e2 білий пішак | a8 біла тура · a7 чорний слон · a6 білий слон · a4 чорний король · b4 білий пішак · d3 білий кінь · e3 чорний пішак · a2 білий король · e2 білий пішак | a8 біла тура · a7 чорний слон · a6 білий слон · a4 чорний король · b4 білий пішак · d3 білий кінь · e3 чорний пішак · a2 білий король · e2 білий пішак | a8 біла тура · a7 чорний слон · a6 білий слон · a4 чорний король · b4 білий пішак · d3 білий кінь · e3 чорний пішак · a2 білий король · e2 білий пішак | 3 |
| 2 | a8 біла тура · a7 чорний слон · a6 білий слон · a4 чорний король · b4 білий пішак · d3 білий кінь · e3 чорний пішак · a2 білий король · e2 білий пішак | a8 біла тура · a7 чорний слон · a6 білий слон · a4 чорний король · b4 білий пішак · d3 білий кінь · e3 чорний пішак · a2 білий король · e2 білий пішак | a8 біла тура · a7 чорний слон · a6 білий слон · a4 чорний король · b4 білий пішак · d3 білий кінь · e3 чорний пішак · a2 білий король · e2 білий пішак | a8 біла тура · a7 чорний слон · a6 білий слон · a4 чорний король · b4 білий пішак · d3 білий кінь · e3 чорний пішак · a2 білий король · e2 білий пішак | a8 біла тура · a7 чорний слон · a6 білий слон · a4 чорний король · b4 білий пішак · d3 білий кінь · e3 чорний пішак · a2 білий король · e2 білий пішак | a8 біла тура · a7 чорний слон · a6 білий слон · a4 чорний король · b4 білий пішак · d3 білий кінь · e3 чорний пішак · a2 білий король · e2 білий пішак | a8 біла тура · a7 чорний слон · a6 білий слон · a4 чорний король · b4 білий пішак · d3 білий кінь · e3 чорний пішак · a2 білий король · e2 білий пішак | a8 біла тура · a7 чорний слон · a6 білий слон · a4 чорний король · b4 білий пішак · d3 білий кінь · e3 чорний пішак · a2 білий король · e2 білий пішак | 2 |
| 1 | a8 біла тура · a7 чорний слон · a6 білий слон · a4 чорний король · b4 білий пішак · d3 білий кінь · e3 чорний пішак · a2 білий король · e2 білий пішак | a8 біла тура · a7 чорний слон · a6 білий слон · a4 чорний король · b4 білий пішак · d3 білий кінь · e3 чорний пішак · a2 білий король · e2 білий пішак | a8 біла тура · a7 чорний слон · a6 білий слон · a4 чорний король · b4 білий пішак · d3 білий кінь · e3 чорний пішак · a2 білий король · e2 білий пішак | a8 біла тура · a7 чорний слон · a6 білий слон · a4 чорний король · b4 білий пішак · d3 білий кінь · e3 чорний пішак · a2 білий король · e2 білий пішак | a8 біла тура · a7 чорний слон · a6 білий слон · a4 чорний король · b4 білий пішак · d3 білий кінь · e3 чорний пішак · a2 білий король · e2 білий пішак | a8 біла тура · a7 чорний слон · a6 білий слон · a4 чорний король · b4 білий пішак · d3 білий кінь · e3 чорний пішак · a2 білий король · e2 білий пішак | a8 біла тура · a7 чорний слон · a6 білий слон · a4 чорний король · b4 білий пішак · d3 білий кінь · e3 чорний пішак · a2 білий король · e2 білий пішак | a8 біла тура · a7 чорний слон · a6 білий слон · a4 чорний король · b4 білий пішак · d3 білий кінь · e3 чорний пішак · a2 білий король · e2 білий пішак | 1 |
|   | a | b | c | d | e | f | g | h |   |

1. Тc8? Сc5!; 1. Тd8? Сd4!; 1. Тg8? Сb8!
1. Тe8! цугцванг
1...Сc5 2. Тe5 Сb6 3. Сb5#
1...Сb6 2. Тb8 Сd4 3. Сb5#
1...Сd4 (Сb8) 2. Тe4 Сa7 3. Кb2# (2...Сa1 3. Кc5#)

## Нагороди, відзнаки
- 1947 — за видатні творчі досягнення Маріян Врубель отримав державну нагороду — Золотий Хрест Заслуги.
- 1954 — майстер шахової композиції; 1959 — одним із перших отримав титул міжнародного майстра.
- 1957 — почесний член Польської шахової федерації.
- 2013 — посмертно отримав титул національного гросмейстера з композиції (пол. arcymistrza krajowego w kompozycji szachowej).